# Daniël van Heil
Daniël van Heil (Brussel, 1604 – aldaar, 1662) was een Zuid-Nederlands schilder.

## Leven
Daniël van Heil was een van drie schilderende broers: Jan Baptist van Heil maakte vooral portretten en Leo van Heil was eerder bekend als architect. Hun vader Leo was ook schilder geweest.
Daniël trad in 1627 toe tot de Brusselse Sint-Lucasgilde. Hij was een landschapsschilder in de stijl van Jacques d'Arthois, gespecialiseerd in brandende steden, romantische ruïnes en sneeuwlandschappen. Zijn biograaf Arnold Houbraken noemde de brandstichtingen ijselijk om aan te zien, maar wel zo natuurlijk dat er niets dan de hitte aan ontbrak. Daniëls zoon Theodoor zou deze huisspecialiteiten later verderzetten. Van 1643 tot 1660 leidde hij minstens zes leerlingen op, waaronder Theodoor.
Hij signeerde met het monogram D V H.

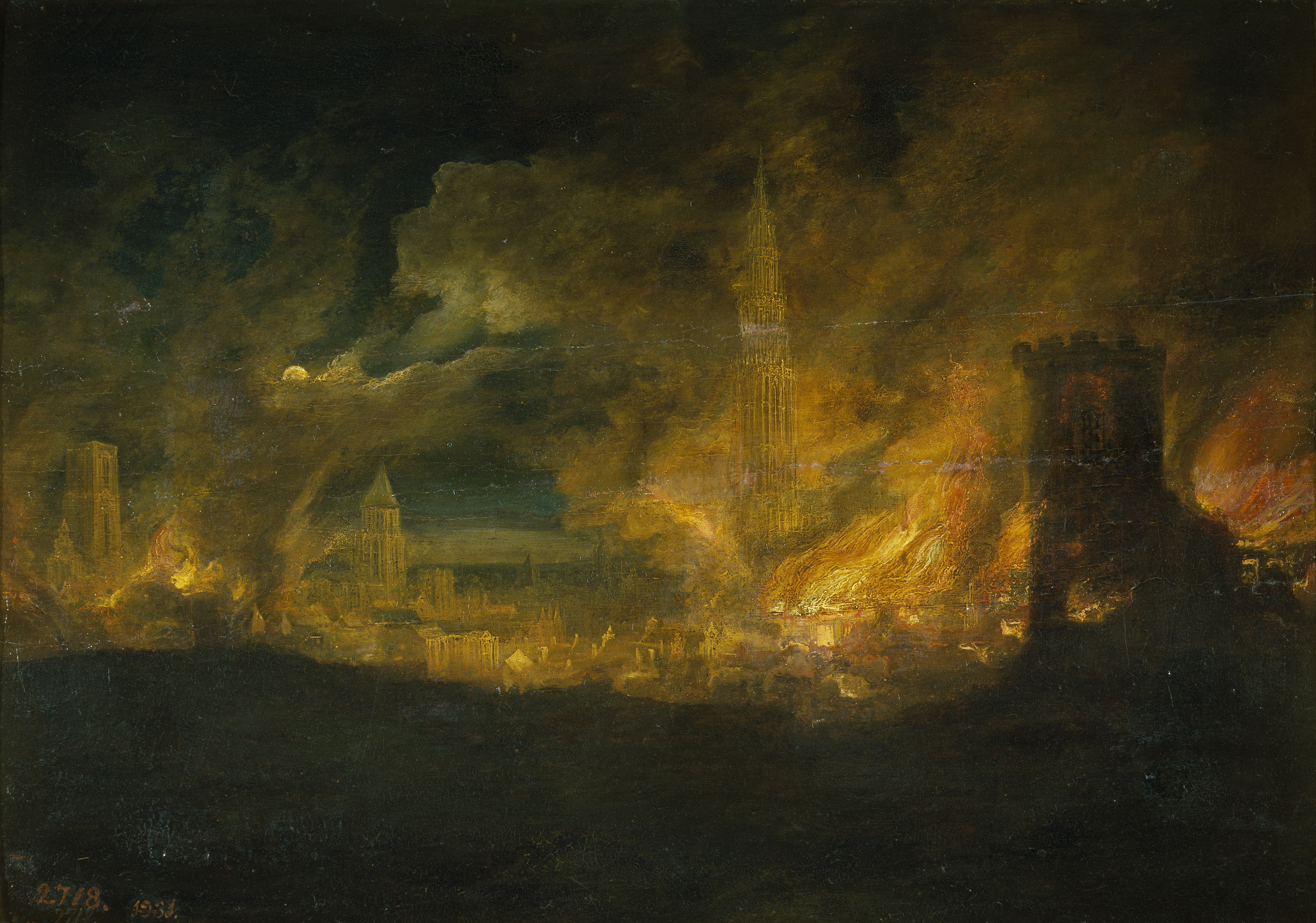
Brandende stad in het Prado

## Werk (selectie)
- Winterlandschap (Kunsthistorisches Museum, Wenen)
- Brand van Sodom en Gomorra (musée des beaux-arts, Verviers)
- Zicht op een winters stadje (Musée du Louvre, Parijs)
- Winterlandschap (Hermitage, Sint-Petersburg)
- Brand in Antwerpen (Musée des beaux-arts, Pau)
- Brand in het Paleis van Nassau (Broodhuis, Brussel)